# 奥尔堡大学
奥尔堡大学（丹麥語：Aalborg Universitet，AAU），创建于1974年，坐落于北欧丹麦王国奥尔堡，也在哥本哈根，埃斯比约设有校区 [22]，该校采用基于问题的教育与研究模式（PBL Model），这所年轻的大学经过50年的发展，已发展成为欧洲著名的工程院校。
奥尔堡大学的特色PBL（问题导向型模式）被联合国教科文组织推广使用，被视为“工程教育的典范”。2018年麻省理工学院全球工程学研究报告显示，奥尔堡大学与斯坦福大学，代尔夫特理工大学、麻省理工学院等大学一起被认定为世界最佳工程院校。奥尔堡大学拥有世界最具影响力的电气与电子领域专家Frede Blaabjerg, 著名能源学者Josep M. Guerrero，Henrik Lund, Remus Teodorescu等，杰出的数据库学者Christian S. Jensen, 著名通信学者Petar Popovski, 流体力学顶尖学者Peter V.Nielsen等等。
截至2023年，该校全职员工有241名正教授，809名副教授&助理教授，以及210名博士后，849名在读博士生。AAU学生、学者与工业界格兰富集团，丹佛斯集团，维斯塔斯，西门子，风电巨头Gamesa，Sanken，中国国家电网，诺基亚，贝尔实验室等保持密切合作，也与清华大学、上海交通大学、中国科学院等中国学术机构互有合作协议。
AAU在2024US.News世界工程院校排名中，位列第16位。

## 历史
大学最初建于奥尔堡，从1995开始又合并了埃斯比约工程师学校，建立了埃斯比约校区，2005和哥本哈根工程师学校合作开办了哥本哈根校区。在奥尔堡大学分布在四个地区，即奥尔堡大学区以及在Basis i Vestbyen, Sohngårdsholmsvej和新广场校区。理工医学文学院和社科学院的大一新生在Basis校区学习，建筑设计学院学生在新广场校区学习，化学、环境和生物学院，土木工程学院则位于Sohngårdsholmsvej，其他院系均在主校区 。

## 数字
2006大学共14,185学生（全日制、兼职、走读）：

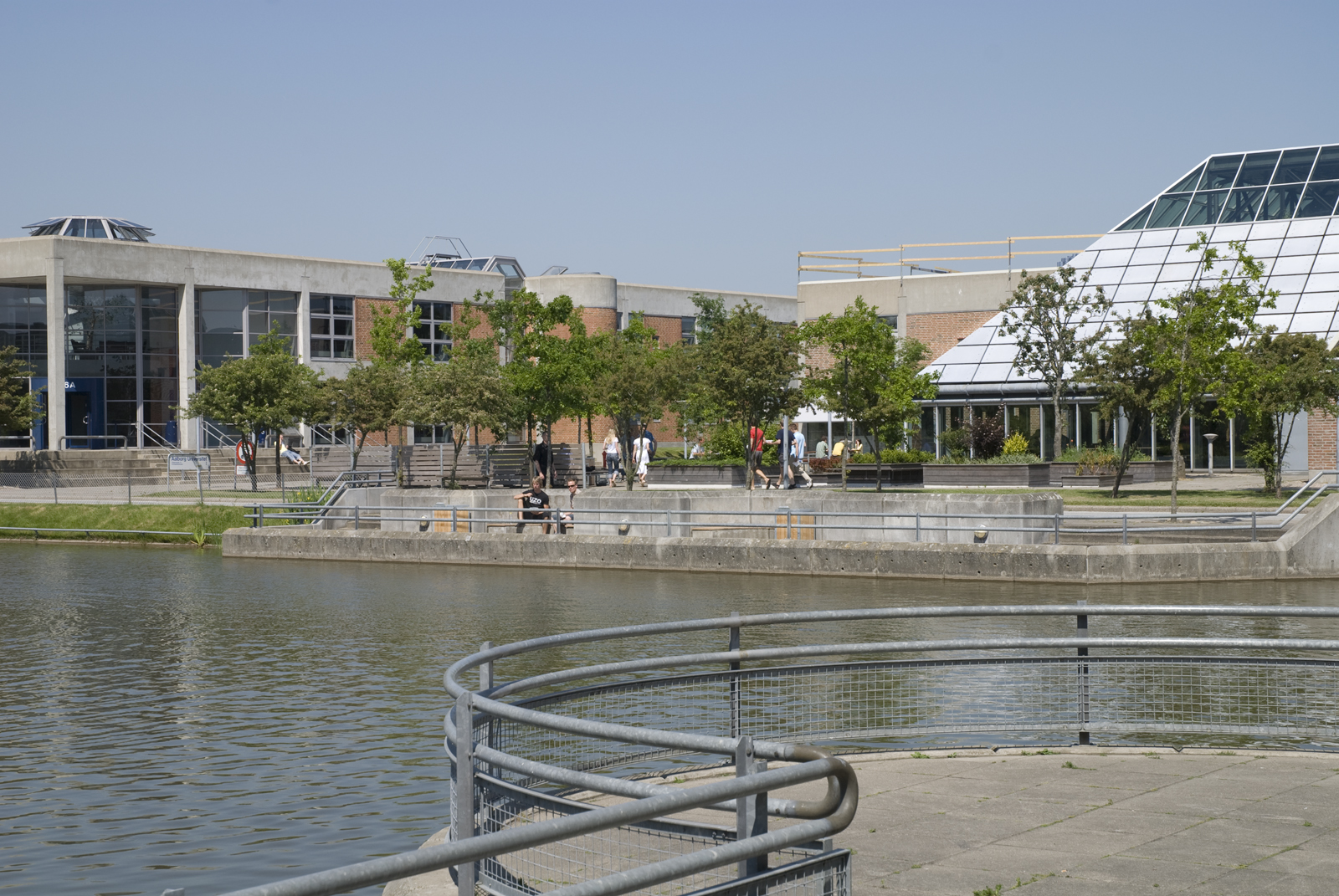
奥尔堡大学; Fibigerstraede

- 3,482 人文学院
- 4,619 社科学院
- 6,084 理工及医学学院